# Liste der Nummer-eins-Hits in Finnland (2020)
Dies ist eine Liste der Nummer-eins-Hits in Finnland im Jahr 2020. Sie basiert auf den offiziellen Single Top 20 und den Album Top 50, die im Auftrag von Musiikkituottajat, der finnischen Landesgruppe der IFPI, erstellt werden.

## Singles
| ← 2019 ← | Liste der Nummer-eins-Hits in Finnland | Liste der Nummer-eins-Hits in Finnland | Liste der Nummer-eins-Hits in Finnland                                                  | 2021 →                    |
| \| Zeitraum \| Wo. ges. \| Interpret \| Titel Autor(en) \| Zusätzliche Informationen \| \| (Zeitraum, Wochen auf Platz eins, Interpret, Titel, Autor[en], zusätzliche Informationen) \| \| \| \| \| \| ----------------------------------------------------------------------------------------- \| -------- \| ---------------------------- \| --------------------------------------------------------------------------------------- \| ------------------------- \| \| 29. Dezember 2019 – 4. Januar 2020 1 Woche (insgesamt 2) \| 2 \| Mariah Carey \| All I Want for Christmas Is You Mariah Carey, Walter Afanasieff \| – \| \| 5. Januar 2020 – 25. Januar 2020 3 Wochen (insgesamt 9) \| 9 \| Behm \| Hei rakas Rita Marketta Behm \| – \| \| 26. Januar 2020 – 8. Februar 2020 2 Wochen \| 2 \| Eminem feat. Juice Wrld \| Godzilla Marshall Mathers, Jarad Higgins, David Doman, Luis Resto, A. Villasana \| – \| \| 9. Februar 2020 – 15. Februar 2020 1 Woche (insgesamt 3) \| 3 \| Elastinen & Jenni Vartiainen \| Epäröimättä hetkeekään \| – \| \| 16. Februar 2020 – 22. Februar 2020 1 Woche \| 1 \| Antti Tuisku \| Valittu kansa \| – \| \| 23. Februar 2020 – 7. März 2020 2 Wochen (insgesamt 3) \| 3 \| Elastinen & Jenni Vartiainen \| Epäröimättä hetkeekään \| – \| \| 8. März 2020 – 14. März 2020 1 Woche (insgesamt 9) \| 9 \| The Weeknd \| Blinding Lights Abel Tesfaye, Ahmad Balshe, Jason Quenneville, Max Martin, Oscar Holter \| – \| \| 15. März 2020 – 28. März 2020 2 Wochen \| 2 \| Cledos feat. Pyhimys \| Kysymys \| – \| \| 29. März 2020 – 23. Mai 2020 8 Wochen (insgesamt 9) \| 9 \| The Weeknd \| Blinding Lights Abel Tesfaye, Ahmad Balshe, Jason Quenneville, Max Martin, Oscar Holter \| – \| \| 24. Mai 2020 – 30. Mai 2020 1 Woche \| 1 \| 6ix9ine \| Gooba Daniel Hernandez \| – \| \| 31. Mai 2020 – 20. Juni 2020 3 Wochen (insgesamt 21) \| 21 \| William feat. Clever \| Penelope William, Josh Huie \| – \| \| 21. Juni 2020 – 27. Juni 2020 1 Woche \| 1 \| JVG \| Villi länsi Arto Ruotsala, Ellis Kouhia, Jare Brand, Joonas Lahtinen, Ville Galle \| – \| \| 28. Juni 2020 – 26. September 2020 13 Wochen (insgesamt 21) \| 21 \| William feat. Clever \| Penelope William, Josh Huie \| – \| \| 27. September 2020 – 10. Oktober 2020 2 Wochen (insgesamt 3) \| 3 \| Behm \| Frida Rita Marketta Behm \| – \| \| 11. Oktober 2020 – 14. November 2020 5 Wochen (insgesamt 21) \| 21 \| William feat. Clever \| Penelope William, Josh Huie \| – \| \| 15. November 2020 – 21. November 2020 1 Woche \| 1 \| Stig \| Kuningaskobra Leonard Whitcup, Sauvo Puhtila \| – \| \| 22. November 2020 – 5. Dezember 2020 2 Wochen \| 2 \| Jannika B \| Pyyntö Jari Helin, Vesku Jokinen \| – \| \| 6. Dezember 2020 – 19. Dezember 2020 2 Wochen \| 2 \| Gettomasa \| Veli mä vannon Aleksi Lehikoinen, Gettomasa \| – \| \| 20. Dezember 2020 – 26. Dezember 2020 1 Woche (insgesamt 3) \| 3 \| Behm \| Frida Rita Marketta Behm \| – \| \| 27. Dezember 2020 – 9. Januar 2021 2 Wochen (insgesamt 3) \| 3 \| Sia \| Snowman Sia Kate Furler, Gregory Allen Kurstin \| – \| |                                        |                                        |                                                                                         |                           |
| ← 2019 |                                        |                                        |                                                                                         | → 2021 →                  |
| Zeitraum | Wo. ges.                               | Interpret                              | Titel Autor(en)                                                                         | Zusätzliche Informationen |
| (Zeitraum, Wochen auf Platz eins, Interpret, Titel, Autor[en], zusätzliche Informationen) |                                        |                                        |                                                                                         |                           |
| 29. Dezember 2019 – 4. Januar 2020 1 Woche (insgesamt 2) | 2                                      | Mariah Carey                           | All I Want for Christmas Is You Mariah Carey, Walter Afanasieff                         | –                         |
| 5. Januar 2020 – 25. Januar 2020 3 Wochen (insgesamt 9) | 9                                      | Behm                                   | Hei rakas Rita Marketta Behm                                                            | –                         |
| 26. Januar 2020 – 8. Februar 2020 2 Wochen | 2                                      | Eminem feat. Juice Wrld                | Godzilla Marshall Mathers, Jarad Higgins, David Doman, Luis Resto, A. Villasana         | –                         |
| 9. Februar 2020 – 15. Februar 2020 1 Woche (insgesamt 3) | 3                                      | Elastinen & Jenni Vartiainen           | Epäröimättä hetkeekään                                                                  | –                         |
| 16. Februar 2020 – 22. Februar 2020 1 Woche | 1                                      | Antti Tuisku                           | Valittu kansa                                                                           | –                         |
| 23. Februar 2020 – 7. März 2020 2 Wochen (insgesamt 3) | 3                                      | Elastinen & Jenni Vartiainen           | Epäröimättä hetkeekään                                                                  | –                         |
| 8. März 2020 – 14. März 2020 1 Woche (insgesamt 9) | 9                                      | The Weeknd                             | Blinding Lights Abel Tesfaye, Ahmad Balshe, Jason Quenneville, Max Martin, Oscar Holter | –                         |
| 15. März 2020 – 28. März 2020 2 Wochen | 2                                      | Cledos feat. Pyhimys                   | Kysymys                                                                                 | –                         |
| 29. März 2020 – 23. Mai 2020 8 Wochen (insgesamt 9) | 9                                      | The Weeknd                             | Blinding Lights Abel Tesfaye, Ahmad Balshe, Jason Quenneville, Max Martin, Oscar Holter | –                         |
| 24. Mai 2020 – 30. Mai 2020 1 Woche | 1                                      | 6ix9ine                                | Gooba Daniel Hernandez                                                                  | –                         |
| 31. Mai 2020 – 20. Juni 2020 3 Wochen (insgesamt 21) | 21                                     | William feat. Clever                   | Penelope William, Josh Huie                                                             | –                         |
| 21. Juni 2020 – 27. Juni 2020 1 Woche | 1                                      | JVG                                    | Villi länsi Arto Ruotsala, Ellis Kouhia, Jare Brand, Joonas Lahtinen, Ville Galle       | –                         |
| 28. Juni 2020 – 26. September 2020 13 Wochen (insgesamt 21) | 21                                     | William feat. Clever                   | Penelope William, Josh Huie                                                             | –                         |
| 27. September 2020 – 10. Oktober 2020 2 Wochen (insgesamt 3) | 3                                      | Behm                                   | Frida Rita Marketta Behm                                                                | –                         |
| 11. Oktober 2020 – 14. November 2020 5 Wochen (insgesamt 21) | 21                                     | William feat. Clever                   | Penelope William, Josh Huie                                                             | –                         |
| 15. November 2020 – 21. November 2020 1 Woche | 1                                      | Stig                                   | Kuningaskobra Leonard Whitcup, Sauvo Puhtila                                            | –                         |
| 22. November 2020 – 5. Dezember 2020 2 Wochen | 2                                      | Jannika B                              | Pyyntö Jari Helin, Vesku Jokinen                                                        | –                         |
| 6. Dezember 2020 – 19. Dezember 2020 2 Wochen | 2                                      | Gettomasa                              | Veli mä vannon Aleksi Lehikoinen, Gettomasa                                             | –                         |
| 20. Dezember 2020 – 26. Dezember 2020 1 Woche (insgesamt 3) | 3                                      | Behm                                   | Frida Rita Marketta Behm                                                                | –                         |
| 27. Dezember 2020 – 9. Januar 2021 2 Wochen (insgesamt 3) | 3                                      | Sia                                    | Snowman Sia Kate Furler, Gregory Allen Kurstin                                          | –                         |

## Alben
| ← 2019 ← | Liste der Nummer-eins-Hits in Finnland | Liste der Nummer-eins-Hits in Finnland | Liste der Nummer-eins-Hits in Finnland | 2021 →                    |
| \| Zeitraum \| Wo. ges. \| Interpret \| Titel \| Zusätzliche Informationen \| \| (Zeitraum, Wochen auf Platz eins, Interpret, Titel, zusätzliche Informationen) \| \| \| \| \| \| ------------------------------------------------------------------------------ \| -------- \| ------------------------------------ \| ------------------------------------- \| ------------------------- \| \| 29. Dezember 2019 – 4. Januar 2020 1 Woche (insgesamt 2) \| 2 \| Vain elämää \| Vain elämää – Joulu \| – \| \| 5. Januar 2020 – 11. Januar 2020 1 Woche (insgesamt 2) \| 2 \| (Verschiedene Interpreten) \| Volume \| – \| \| 12. Januar 2020 – 25. Januar 2020 2 Wochen (insgesamt 3) \| 3 \| Pyhimys \| Mikko \| – \| \| 26. Januar 2020 – 8. Februar 2020 2 Wochen \| 2 \| Eminem \| Music to Be Murdered By \| – \| \| 9. Februar 2020 – 15. Februar 2020 1 Woche (insgesamt 3) \| 3 \| Pyhimys \| Mikko \| – \| \| 16. Februar 2020 – 29. Februar 2020 2 Wochen (insgesamt 3) \| 3 \| Antti Tuisku \| Valittu kansa \| – \| \| 1. März 2020 – 7. März 2020 1 Woche \| 1 \| Mokoma \| Ihmissokkelo \| – \| \| 8. März 2020 – 14. März 2020 1 Woche \| 1 \| Five Finger Death Punch \| F8 \| – \| \| 15. März 2020 – 21. März 2020 1 Woche \| 1 \| Tuure Kilpeläinen & Kaihon Karavaani \| Paluu paratiisiin \| – \| \| 22. März 2020 – 28. März 2020 1 Woche (insgesamt 3) \| 3 \| Antti Tuisku \| Valittu kansa \| – \| \| 29. März 2020 – 4. April 2020 1 Woche \| 1 \| Ida Paul & Kalle Lindroth \| Vuonna nolla \| – \| \| 5. April 2020 – 18. April 2020 2 Wochen \| 2 \| Dua Lipa \| Future Nostalgia \| – \| \| 19. April 2020 – 25. April 2020 1 Woche (insgesamt 2) \| 2 \| Nightwish \| Human. :II: Nature. \| – \| \| 26. April 2020 – 2. Mai 2020 1 Woche \| 1 \| Turmion Kätilöt \| Global Warning \| – \| \| 3. Mai 2020 – 9. Mai 2020 1 Woche (insgesamt 2) \| 2 \| Nightwish \| Human. :II: Nature. \| – \| \| 10. Mai 2020 – 16. Mai 2020 1 Woche (insgesamt 7) \| 7 \| JVG \| Rata/raitti \| – \| \| 17. Mai 2020 – 23. Mai 2020 1 Woche (insgesamt 3) \| 3 \| The Weeknd \| After Hours \| – \| \| 24. Mai 2020 – 30. Mai 2020 1 Woche \| 1 \| Alma \| Have U Seen Her? \| – \| \| 31. Mai 2020 – 6. Juni 2020 1 Woche (insgesamt 3) \| 3 \| The Weeknd \| After Hours \| – \| \| 7. Juni 2020 – 20. Juni 2020 2 Wochen \| 2 \| Lady Gaga \| Chromatica \| – \| \| 21. Juni 2020 – 27. Juni 2020 1 Woche (insgesamt 3) \| 3 \| The Weeknd \| After Hours \| – \| \| 28. Juni 2020 – 4. Juli 2020 1 Woche \| 1 \| Petri Nygård \| Alaston Suåmi \| – \| \| 5. Juli 2020 – 11. Juli 2020 1 Woche \| 1 \| Carach Angren \| Franckensteina Strataemontanus \| – \| \| 12. Juli 2020 – 18. Juli 2020 1 Woche \| 1 \| Pop Smoke \| Shoot for the Stars, Aim for the Moon \| – \| \| 19. Juli 2020 – 25. Juli 2020 1 Woche \| 1 \| Ensiferum \| Thalassic \| – \| \| 26. Juli 2020 – 1. August 2020 1 Woche \| 1 \| Juice Wrld \| Legends Never Die \| – \| \| 2. August 2020 – 8. August 2020 1 Woche \| 1 \| Taylor Swift \| Folklore \| – \| \| 9. August 2020 – 15. August 2020 1 Woche \| 1 \| Mkdmsk \| Mkdmsk \| – \| \| 16. August 2020 – 22. August 2020 1 Woche \| 1 \| Deep Purple \| Whoosh! \| – \| \| 23. August 2020 – 5. September 2020 2 Wochen \| 2 \| Cledos \| Ceissi \| – \| \| 6. September 2020 – 12. September 2020 1 Woche \| 1 \| Arttu Wiskari \| Suomen muotoisen pilven alla \| – \| \| 13. September 2020 – 26. September 2020 2 Wochen \| 2 \| William \| Shakespeare \| – \| \| 27. September 2020 – 7. November 2020 6 Wochen (insgesamt 20) \| 20 \| Behm \| Draaman kaari viehättää \| – \| \| 8. November 2020 – 21. November 2020 2 Wochen \| 2 \| Vain elämää \| Kausi 11 ensimmäinen kattaus \| – \| \| 22. November 2020 – 28. November 2020 1 Woche \| 1 \| AC/DC \| Power Up \| – \| \| 29. November 2020 – 5. Dezember 2020 1 Woche (insgesamt 20) \| 20 \| Behm \| Draaman kaari viehättää \| – \| \| 6. Dezember 2020 – 19. Dezember 2020 2 Wochen \| 2 \| Vain elämää \| Kausi 11 toinen kattaus \| – \| \| 20. Dezember 2020 – 6. Februar 2021 7 Wochen (insgesamt 20) \| 20 \| Behm \| Draaman kaari viehättää \| – \| |                                        |                                        |                                        |                           |
| ← 2019 |                                        |                                        |                                        | → 2021 →                  |
| Zeitraum | Wo. ges.                               | Interpret                              | Titel                                  | Zusätzliche Informationen |
| (Zeitraum, Wochen auf Platz eins, Interpret, Titel, zusätzliche Informationen) |                                        |                                        |                                        |                           |
| 29. Dezember 2019 – 4. Januar 2020 1 Woche (insgesamt 2) | 2                                      | Vain elämää                            | Vain elämää – Joulu                    | –                         |
| 5. Januar 2020 – 11. Januar 2020 1 Woche (insgesamt 2) | 2                                      | (Verschiedene Interpreten)             | Volume                                 | –                         |
| 12. Januar 2020 – 25. Januar 2020 2 Wochen (insgesamt 3) | 3                                      | Pyhimys                                | Mikko                                  | –                         |
| 26. Januar 2020 – 8. Februar 2020 2 Wochen | 2                                      | Eminem                                 | Music to Be Murdered By                | –                         |
| 9. Februar 2020 – 15. Februar 2020 1 Woche (insgesamt 3) | 3                                      | Pyhimys                                | Mikko                                  | –                         |
| 16. Februar 2020 – 29. Februar 2020 2 Wochen (insgesamt 3) | 3                                      | Antti Tuisku                           | Valittu kansa                          | –                         |
| 1. März 2020 – 7. März 2020 1 Woche | 1                                      | Mokoma                                 | Ihmissokkelo                           | –                         |
| 8. März 2020 – 14. März 2020 1 Woche | 1                                      | Five Finger Death Punch                | F8                                     | –                         |
| 15. März 2020 – 21. März 2020 1 Woche | 1                                      | Tuure Kilpeläinen & Kaihon Karavaani   | Paluu paratiisiin                      | –                         |
| 22. März 2020 – 28. März 2020 1 Woche (insgesamt 3) | 3                                      | Antti Tuisku                           | Valittu kansa                          | –                         |
| 29. März 2020 – 4. April 2020 1 Woche | 1                                      | Ida Paul & Kalle Lindroth              | Vuonna nolla                           | –                         |
| 5. April 2020 – 18. April 2020 2 Wochen | 2                                      | Dua Lipa                               | Future Nostalgia                       | –                         |
| 19. April 2020 – 25. April 2020 1 Woche (insgesamt 2) | 2                                      | Nightwish                              | Human. :II: Nature.                    | –                         |
| 26. April 2020 – 2. Mai 2020 1 Woche | 1                                      | Turmion Kätilöt                        | Global Warning                         | –                         |
| 3. Mai 2020 – 9. Mai 2020 1 Woche (insgesamt 2) | 2                                      | Nightwish                              | Human. :II: Nature.                    | –                         |
| 10. Mai 2020 – 16. Mai 2020 1 Woche (insgesamt 7) | 7                                      | JVG                                    | Rata/raitti                            | –                         |
| 17. Mai 2020 – 23. Mai 2020 1 Woche (insgesamt 3) | 3                                      | The Weeknd                             | After Hours                            | –                         |
| 24. Mai 2020 – 30. Mai 2020 1 Woche | 1                                      | Alma                                   | Have U Seen Her?                       | –                         |
| 31. Mai 2020 – 6. Juni 2020 1 Woche (insgesamt 3) | 3                                      | The Weeknd                             | After Hours                            | –                         |
| 7. Juni 2020 – 20. Juni 2020 2 Wochen | 2                                      | Lady Gaga                              | Chromatica                             | –                         |
| 21. Juni 2020 – 27. Juni 2020 1 Woche (insgesamt 3) | 3                                      | The Weeknd                             | After Hours                            | –                         |
| 28. Juni 2020 – 4. Juli 2020 1 Woche | 1                                      | Petri Nygård                           | Alaston Suåmi                          | –                         |
| 5. Juli 2020 – 11. Juli 2020 1 Woche | 1                                      | Carach Angren                          | Franckensteina Strataemontanus         | –                         |
| 12. Juli 2020 – 18. Juli 2020 1 Woche | 1                                      | Pop Smoke                              | Shoot for the Stars, Aim for the Moon  | –                         |
| 19. Juli 2020 – 25. Juli 2020 1 Woche | 1                                      | Ensiferum                              | Thalassic                              | –                         |
| 26. Juli 2020 – 1. August 2020 1 Woche | 1                                      | Juice Wrld                             | Legends Never Die                      | –                         |
| 2. August 2020 – 8. August 2020 1 Woche | 1                                      | Taylor Swift                           | Folklore                               | –                         |
| 9. August 2020 – 15. August 2020 1 Woche | 1                                      | Mkdmsk                                 | Mkdmsk                                 | –                         |
| 16. August 2020 – 22. August 2020 1 Woche | 1                                      | Deep Purple                            | Whoosh!                                | –                         |
| 23. August 2020 – 5. September 2020 2 Wochen | 2                                      | Cledos                                 | Ceissi                                 | –                         |
| 6. September 2020 – 12. September 2020 1 Woche | 1                                      | Arttu Wiskari                          | Suomen muotoisen pilven alla           | –                         |
| 13. September 2020 – 26. September 2020 2 Wochen | 2                                      | William                                | Shakespeare                            | –                         |
| 27. September 2020 – 7. November 2020 6 Wochen (insgesamt 20) | 20                                     | Behm                                   | Draaman kaari viehättää                | –                         |
| 8. November 2020 – 21. November 2020 2 Wochen | 2                                      | Vain elämää                            | Kausi 11 ensimmäinen kattaus           | –                         |
| 22. November 2020 – 28. November 2020 1 Woche | 1                                      | AC/DC                                  | Power Up                               | –                         |
| 29. November 2020 – 5. Dezember 2020 1 Woche (insgesamt 20) | 20                                     | Behm                                   | Draaman kaari viehättää                | –                         |
| 6. Dezember 2020 – 19. Dezember 2020 2 Wochen | 2                                      | Vain elämää                            | Kausi 11 toinen kattaus                | –                         |
| 20. Dezember 2020 – 6. Februar 2021 7 Wochen (insgesamt 20) | 20                                     | Behm                                   | Draaman kaari viehättää                | –                         |